# 福肯施泰因山
47°41′5″N 11°39′9″E / 47.68472°N 11.65250°E

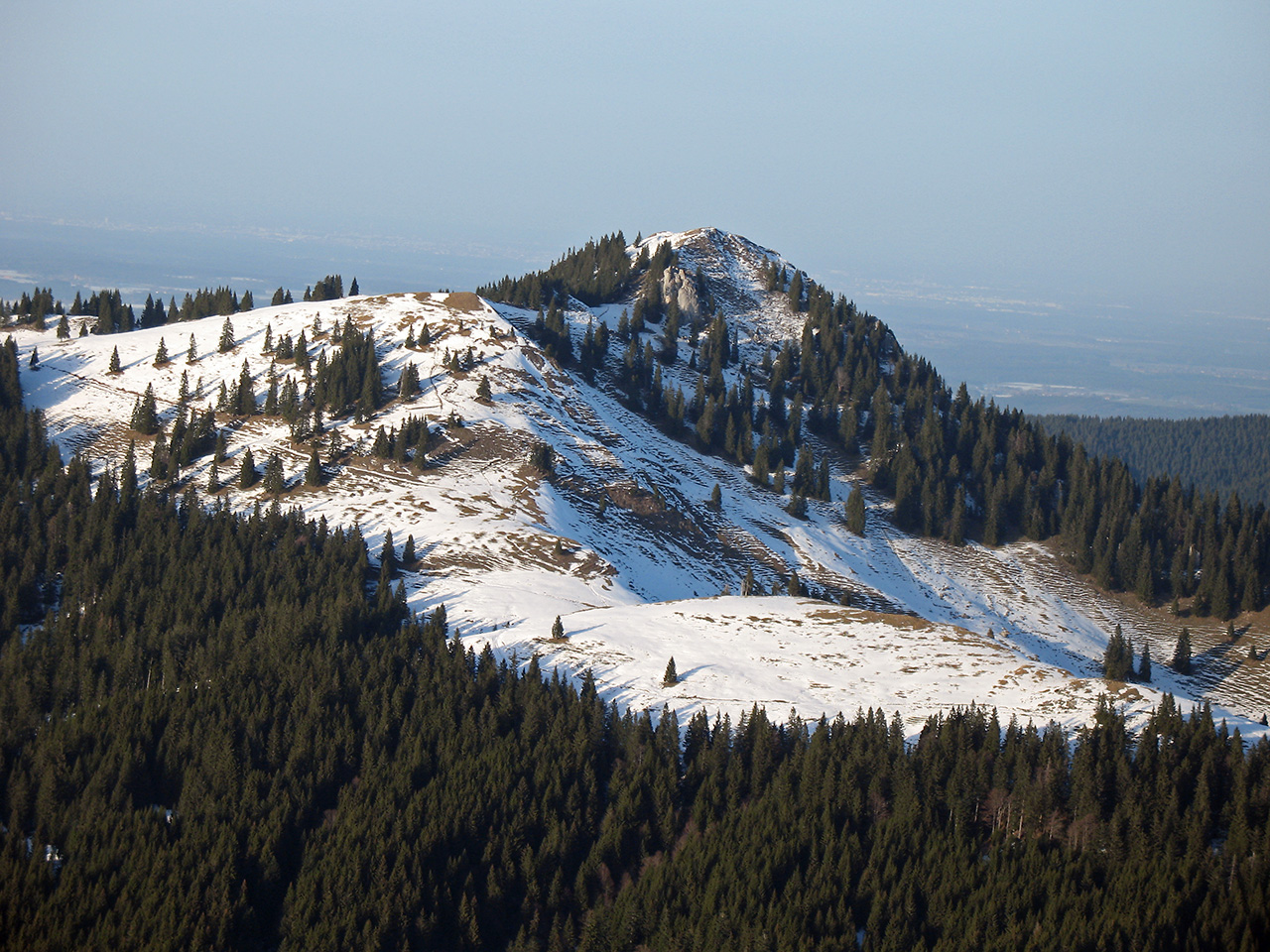

福肯施泰因山（德語：Fockenstein），是德國的山峰，位於該國東南部，由巴伐利亞負責管轄，屬於巴伐利亞前阿爾卑斯山脈的一部分，距離坎彭山2.2公里，海拔高度1,564米，每年平均降雨量1,764毫米。